# تپه فاضلمند (علی کل)
تپه فاضلمند (علی کل) مربوط به سده‌های اولیه دوران‌های تاریخی پس از اسلام است و در شهرستان رشتخوار، بخش جنگل، روستای طاهر آباد واقع شده و این اثر در تاریخ ۲۴ اسفند ۱۳۸۳ با شمارهٔ ثبت ۱۱۶۷۱ به‌عنوان یکی از آثار ملی ایران به ثبت رسیده است.